# Allactodipus bobrinskii
Chuột nhảy Bobrinsky, tên khoa học Allactodipus bobrinskii, là một loài động vật có vú trong họ Dipodidae, bộ Gặm nhấm. Loài này được Kolesnikov mô tả năm 1937. Chúng được đặt tên theo nhà tự nhiên học người Nga Aleksei Aleksandrovich Bobrinsky, phân bố ở Turkmenistan và Uzbekistan.